# Santa Clara (Durango)
Santa Clara es una localidad del Estado de Durango, México, localizado en la región del desierto. Se ubica en la zona conocida como  El semi desierto

## Historia
La actividad evangelizadora se incrementó durante el siglo XVIII, gracias al empeño de la Casa de Guadalupe Zacatecas, la que envió cientos de frailes al norte de Nueva España. De la época sólo quedan las ruinas de las haciendas de San Antonio de la Laguna y San Marcos. Hasta el siglo XIX perteneció a Cuencamé, manteniéndose unida aún con la separación de San Juan de Guadalupe y San Bartolo (Simón Bolívar). El 21 de septiembre de 1864 tiene lugar en el municipio la Batalla de los Generales o de Mahoma, entre las fuerzas republicanas y el ejército francés.  Por la derrota de González Ortega, Juárez abandona Durango, rumbo a Chihuahua.  En la División Territorial de 1905 Santa Clara aparece ya como municipio, toda vez que esta Ley se apoya en la subdivisión de 1901, en la que se integran en el partido de Cuencamé, Peñón Blanco y Santa Clara. Los gobiernos post-revolucionarios le darían a la entidad municipal su independencia y repartirían las tierras ejidales de los latifundios que se forman y prevalecieron durante la Colonia, la Reforma y el Porfiriato.

## Localización
El municipio se encuentra ubicado en la zona de este del estado. Lo delimitan al norte y noreste, con el municipio de General Simón Bolívar, al sur con el estado de Zacatecas; al oeste con el municipio de Cuencamé. Formando así, parte de la Comarca Lagunera. Sus coordenadas son 24º28' de latitud norte y 103º21' de longitud oeste; la altura sobre el nivel del mar es de 2,050 metros.

## Hidrografía
El río de Santiago que también se le conoce como río Santa Clara irriga gran parte del municipio, pasando por la localidad de San Bartolo. En sus riberas durangueñas se localizan las fincas de San Marcos y San Antonio de la Laguna, que cuentan con presas y obras para el riego de tierras. Otra corriente fluvial es el arroyo El Saucito que nace en la Sierra del Temazcal y aguas abajo se llama Mazamitote. En el municipio existe además con un manantial de aguas termales al cual se le denomina Ojo Caliente de donde emanan más de 40 pulgadas de agua a una temperatura que varia entre los 45 y 51 grados centígrados, el cual se ubica en la comunidad de San Marcos a la que visitan personas de los diferentes estados de la República Mexicana, así como del extranjero.

## Ecosistemas
La flora está formada por matorrales donde predominan principalmente el huizache,  mezquite,  nopal,  gatuño,  junco,  gobernadora, chaparro, gabia, granjeno, álamo, jaral, palma, sotol, maguey, orégano, ocotillo, rejalgar y cardenche. La fauna entre otras especies, está formada principalmente por especies como el coyote, conejo, liebre, venado, jabalí, zorra, tejón, ardilla, tlacuache, tusa, gato montes, víbora de cascabel, alicante, coralillo, pichicuata, escorpión, camaleón, paisanes, halcón, águila, gavilán, zopilote, cuervo y codorniz.

## Recursos naturales
En el municipio existe una cordillera de poca altura y un sistema de mesetas de gran extensión, cubiertas por una plancha de basalto casi horizontal, acantilada en sus bordes, formación que se prolonga hasta los terrenos de San Juan de Guadalupe y que es digna de estudio, ya que seguramente, en tiempos geológicos hubo una gigantesca deyección de lavas que cubrió los terrenos, entonces planos, que fueron desgarrados en el curso de los siglos por la acción de las lluvias torrenciales del período cuaternario. Este municipio es uno de los pocos del estado que carecen de yacimientos minerales.

## Infraestructura
En lo que a educación se refiere hay infraestructura para los niveles de: preescolar con 3 escuelas, primaria 4 escuelas, secundaria 1 escuela telesecundaria y un colegio de bachilleres. El municipio cuenta con los servicios médicos de la Secretaría de Salud (SSA). Además se tienen médicos particulares que atienden a la ciudadanía. El municipio ofrece los servicios de energía eléctrica, agua y alcantarillado, panteón y seguridad pública. El 9.4% del total de las viviendas del municipio dispone de agua entubada dentro de la vivienda, el 80.01% dispone de agua entubada fuera de la vivienda pero dentro del terreno, el 10.53% no dispone de agua entubada. El 94.92% del total de las viviendas del municipio dispone de energía eléctrica. El 34.96% del total de las viviendas del municipio dispone de drenaje conectado a la red pública, el 13.68% dispone de drenaje conectado a fosa séptica, el 51.34% no dispone de drenaje. Cuenta con ocho fuentes de abastecimiento de agua potable, de los cuales 4 son pozos profundos, dos son manantiales y dos son galerías filtrantes o norias.